# شیعیان هند

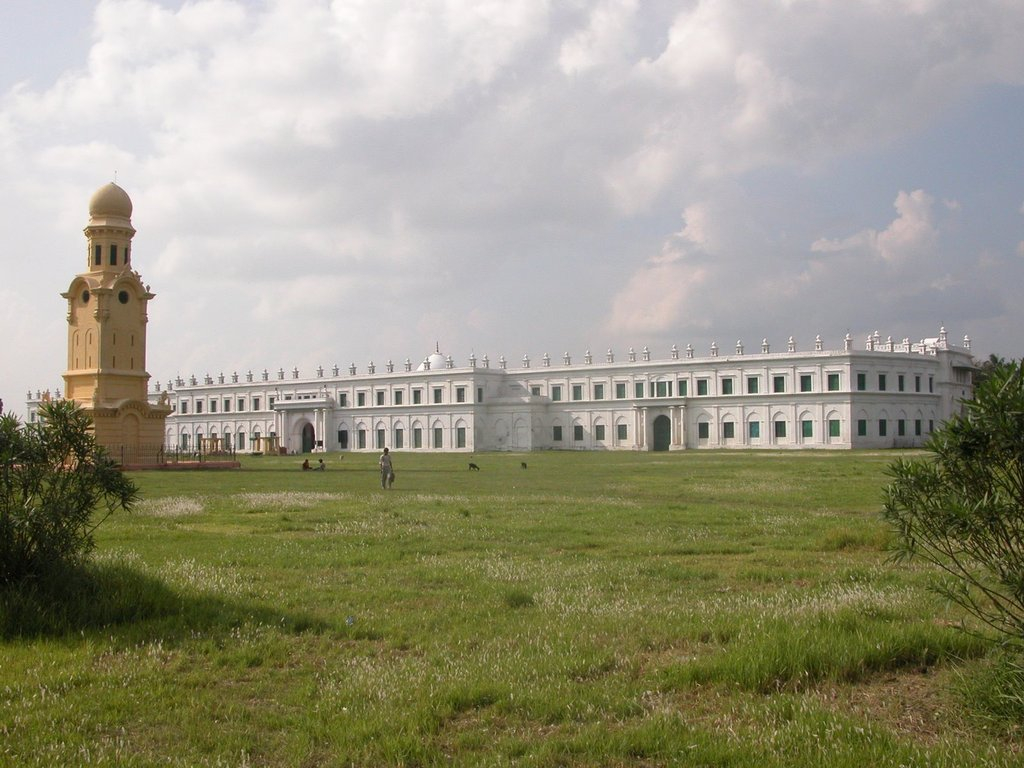
یک امامباره در غرب بنگال.

شیعیان هند بخش عمده‌ای از جمعیت  مسلمان را در این کشور شامل می‌شوند. تعداد شیعیان هند بنا به برآورد سال ۲۰۱۹ بین ۱۰٪ الی ۱۵٪  از کل جمعیت ۱۷۲ الی ۲۱۳ میلیونی مسلمان این کشور تخمین زده شده‌است که جمعیتی بین ۳۰،۰۰۰،۰۰۰ تا افزون‌بر ۳۵،۰۰۰،۰۰۰  نفر را شامل می‌شود. شهرها و روستاهای فراوانی که تعداد قابل ملاحظه جمعیت آنان را شیعیان تشکیل می‌دهند در هند وجود دارد.